# Gilles II de Hierges
 (mai 2021).
Si vous disposez d'ouvrages ou d'articles de référence ou si vous connaissez des sites web de qualité traitant du thème abordé ici, merci de compléter l'article en donnant les références utiles à sa vérifiabilité et en les liant à la section « Notes et références ».
Pour les articles homonymes, voir Gilles II.
Gilles II de Hierges (? - 1263), connu aussi sous le nom de Gilles d'Orbais et Gilles de Bioul, est un seigneur né dans le nord de la France.
Il devient seigneur de Hierges en 1219, à la mort de son oncle maternel Gilles Ier de Hierges, car celui-ci n'avait pas de descendance. À la suite de son mariage avec Aélis, la fille du seigneur de Bazeilles, en 1230, il aura Sedan, Balan et Bazeilles.
En raison du nombre de ses terres, Gilles II devient plus influent et intervient également en tant que médiateur dans plusieurs conflits entre l’archevêque de Reims et le prince de Liège. Gilles II meurt en 1263. Il est le premier Seigneur de Sedan.